# Геліокл II
Геліокл II Дікайос (Справедливий) (*Ἡλιοκλῆς Β΄ ὁ Δίκαιος, д/н — 80 до н. е.) — індо-грецький цар у Гандхарі в 110—100 та 95 до н. е. — 80 до н. е. роках.

## Життєпис
Походив з династії Євкратидів. Син Антіалкіда I, індо-грецького царя в Паропамісадах і Арахозії. Можливо, після смерті батька приблизно 95 року до н. е. вимушений був залишити Таксили, оскільки владу захопив Поликсен.
У цей же час або ще раніше — 110 року до н. е. — зумів потіснити Стратона I, що був індо-грецьким царем у Гандхарі. Втім, можливо, правив з перервами: спочатку у 110—100 роках до н. е. Потім його було повалено Деметрієм III, напевне, братом.
Згодом вимушений був з одного боку боротися з Поликсеном, з іншого затверджувати свою владу у Гандхарі у протистоянні з Амінтою I та Гермеєм I. Карбував монети із зображенням Зевса або слона та власним зображенням.
Наприкінці життя вів запеклі війни зі саками на чолі з вождем Маую, який, напевне, повалив або витіснив з Таксили, залишивши у володінні Геліокла II південну Гандхару. Він помер приблизно 80 року до н. е.